# Коледа...Отново?
„Коледа...Отново?“ (на английски: Christmas...Again?!) е американски коледен семеен комедиен телевизионен филм от 2021 г. на режисьора Анди Фикман по сценарий на Доан Ла. Във филма участват Скарлет Естевез, Алексис Кара, Бет Лаки, Ашлин Джейд Лопез, Присила Лопез, Тони Амендола, Гейбриъл Руиз, Шон Парис, Даниел Сънджата и Гари Антъни Уилямс. Премиерата на филма е излъчена на 3 декември 2021 г. по Дисни Ченъл.

## Актьорски състав
- Скарлет Естевез – Роуина Клайборн („Ро“), 11-годишното момиче, която иска Коледата да се повтори отново.
- Алексис Кара – Каролина Клайборн
- Бет Лаки – Даян, гадже на Майк
- Ашлин Джейд Лопез – Габи
- Присила Лопез – Абуела София
- Тони Амендола – Абуело Хектор
- Гейбриъл Руиз – Джери
- Шон Парис – Брус
- Даниел Сънджата – Майк Клайборн, бащата на Ро и гадже на Даян
- Гари Антъни Уилямс – Дядо Коледа
- Джеймс Маккракън – Луи

## Производство
На 10 ноември 2020 г. е съобщено, че „Дисни Ченъл“ започна производството в Чикаго за оригиналния филм на Дисни Ченъл със заглавието „Коледа...Отново?“. Скарлет Естевез е добавена в актьорския състав за главната роля, а Даниел Сънджата, Алексис Кара, Присила Лопез, Ашлин Джейд Лопез, Бет Лаки, Тони Амендола и Гари Антъни Уилямс също се включиха в състава. Анди Фикман е нает да режисира филма, докато Доан Ла пише сценария. Фикман и Бетси Суленджър са изпълнителни продуценти на филма.
На 25 декември 2020 г. е съобщено, че Нейтън Уонг ще композира филма.

## Премиера
Премиерата на „Коледа...Отново?“ е излъчена на 3 декември 2021 г. по „Дисни Ченъл“. Филмът е добавен в Дисни+ на същия ден.

## В България
В България филмът е излъчен премиерно на 24 декември 2021 г. по локалната версия на Дисни Ченъл.